# Vertrag von Marienburg

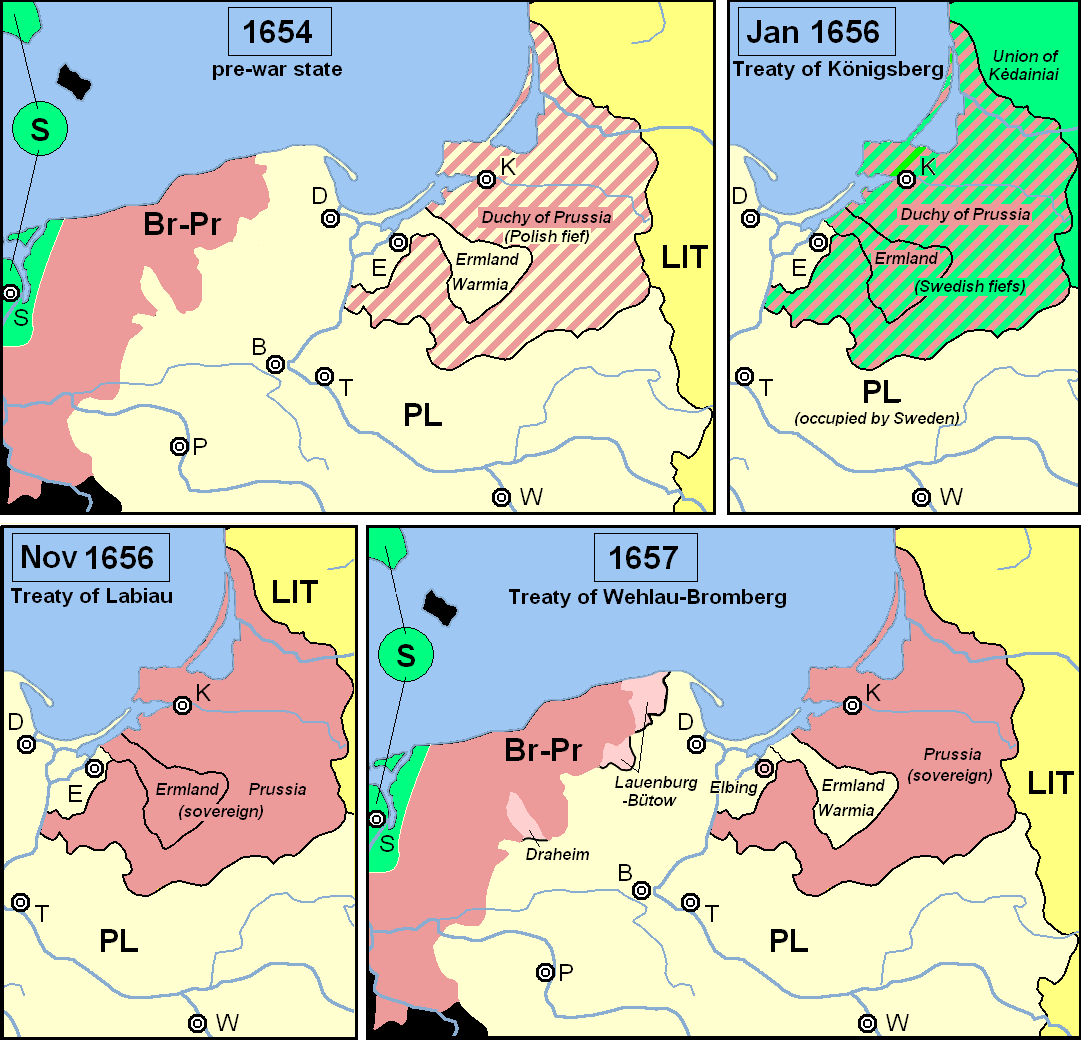
Entwicklung von Preußen

Der Vertrag von Marienburg vom 23. Juni 1656 war ein in Marienburg zwischen Kurfürst Friedrich Wilhelm von Brandenburg-Preußen und König Karl X. Gustav von Schweden geschlossener Vertrag.
Anlass für den Abschluss dieses Vertrages war die verschlechterte politische und militärische Lage des Schwedenkönigs Karl X. im Zweiten Nordischen Krieg, die ihn dazu zwang, Brandenburg als Bündnispartner zu gewinnen.
Der Vertrag bestätigte die im Vertrag von Königsberg vom 17. Januar 1656 getroffene brandenburgisch-schwedische Allianz; zudem übergab König Karl X. Gustav die durch die schwedischen Truppen ab 1655 besetzte polnische Region Großpolen mit den Wojewodschaften von Posen und Kalisch an den Kurfürsten Friedrich Wilhelm.
Schweden garantierte Friedrich Wilhelm Beistand gegen jeden Angriff auf seine Besitzungen. Der brandenburgische Kurfürst stimmte ebenfalls zu, 4.000 Mann Hilfstruppen für den Schwedisch-Polnischen Krieg zu stellen.

## Entwicklungsgang zur Souveränität Preußens
- 17. Januar 1656 Vertrag von Königsberg
- 23. Juni 1656 Vertrag von Marienburg
- 28.–30. Juni 1656 Schlacht bei Warschau
- 20. November 1656 Vertrag von Labiau
- 19. September 1657 Vertrag von Wehlau
- 6. November 1657 Vertrag von Bromberg
- 3. Mai 1660 Vertrag von Oliva